# San Francisco (Antigua Guatemala)

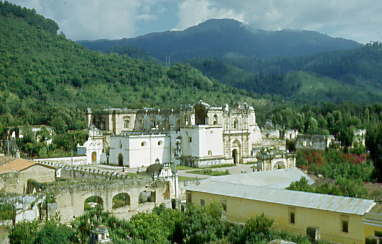
San Francisco in Antigua Guatemala (Foto 1956)

Die ehemalige Klosterkirche San Francisco el Grande in Antigua, der alten Hauptstadt Guatemalas, war die Hauptkirche der Franziskaner in Mittelamerika.

## Geschichte

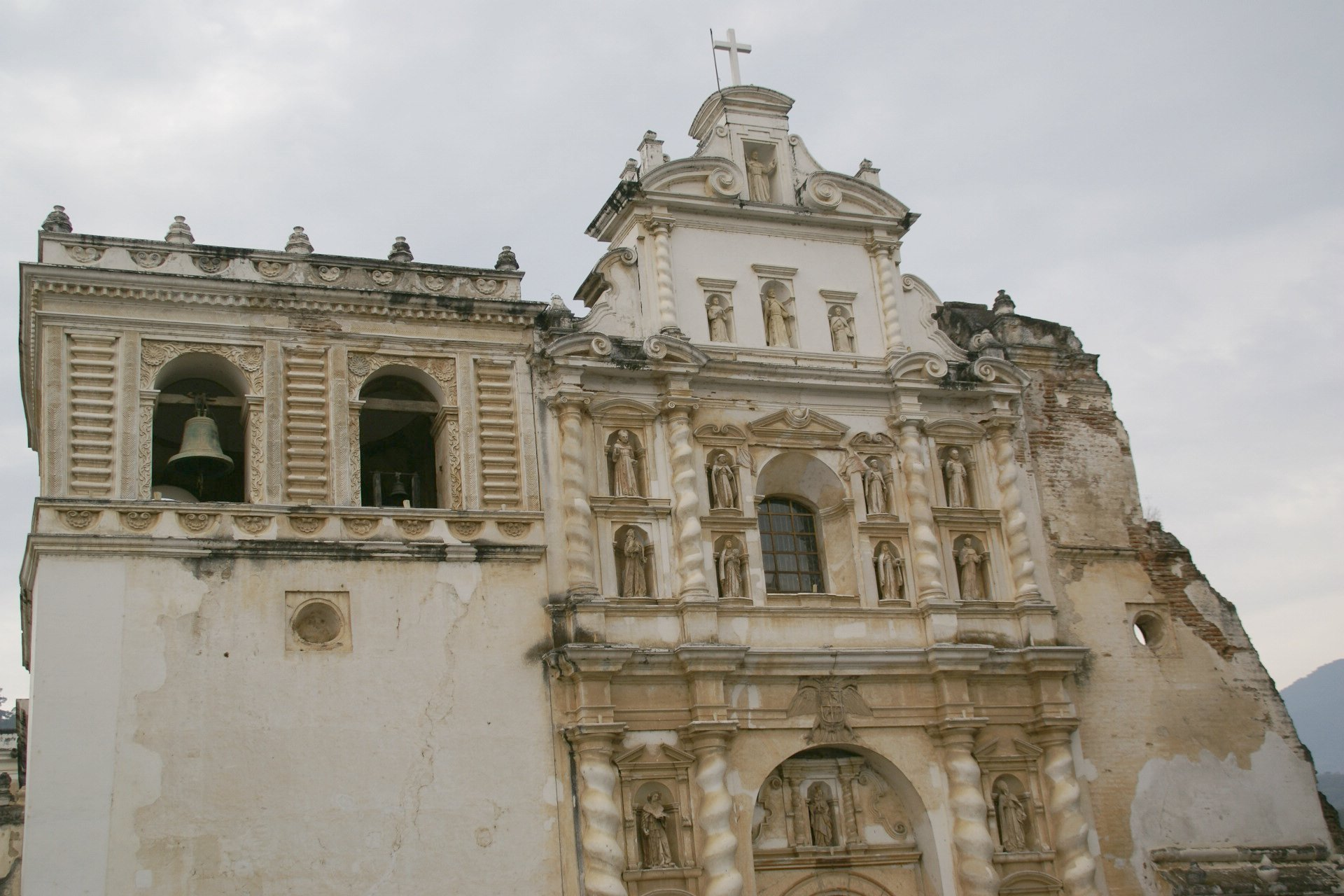
Fassade

Die im Kern aus Ziegelsteinen errichtete und anschließend verputzte bzw. stuckierte Kirche der Franziskaner wurde bereits kurz nach dem Umzug von der von einer Schlammlawine des Vulkans Agua zerstörten zweiten Hauptstadt Guatemalas, der Ciudad Vieja (eigentlich La Muy Noble y Leal Ciudad de Santiago de los Caballeros de Goathemala), nach Antigua im Jahre 1543 gegründet. Doch auch hier blieben Kirche und Kloster nicht von Naturkatastrophen (Erdbeben von 1565 und 1689) verschont, und so mussten die Klostergebäude immer wieder ausgebessert und zum Teil auch neuerbaut werden. Der heutige Kirchenbau stammt in seiner Grundsubstanz aus der Zeit um 1700; er wurde jedoch nach wiederkehrenden Zerstörungen durch die Erdbeben von 1717, 1751 und letztlich 1773 aufgegeben. 1935 wurde die Ruine als Drehort für den Film Tarzans neuestes Abenteuer: Der Herr der Wildnis mit Herman Brix genutzt. Erst nach umfangreichen Reparaturarbeiten, der kompletten Rekonstruktion der Gewölbe aus Stahlbeton und der Rückkehr einiger Brüder in den 1960er Jahren wurde der Bau wieder für Gottesdienste freigegeben.

## Architektur

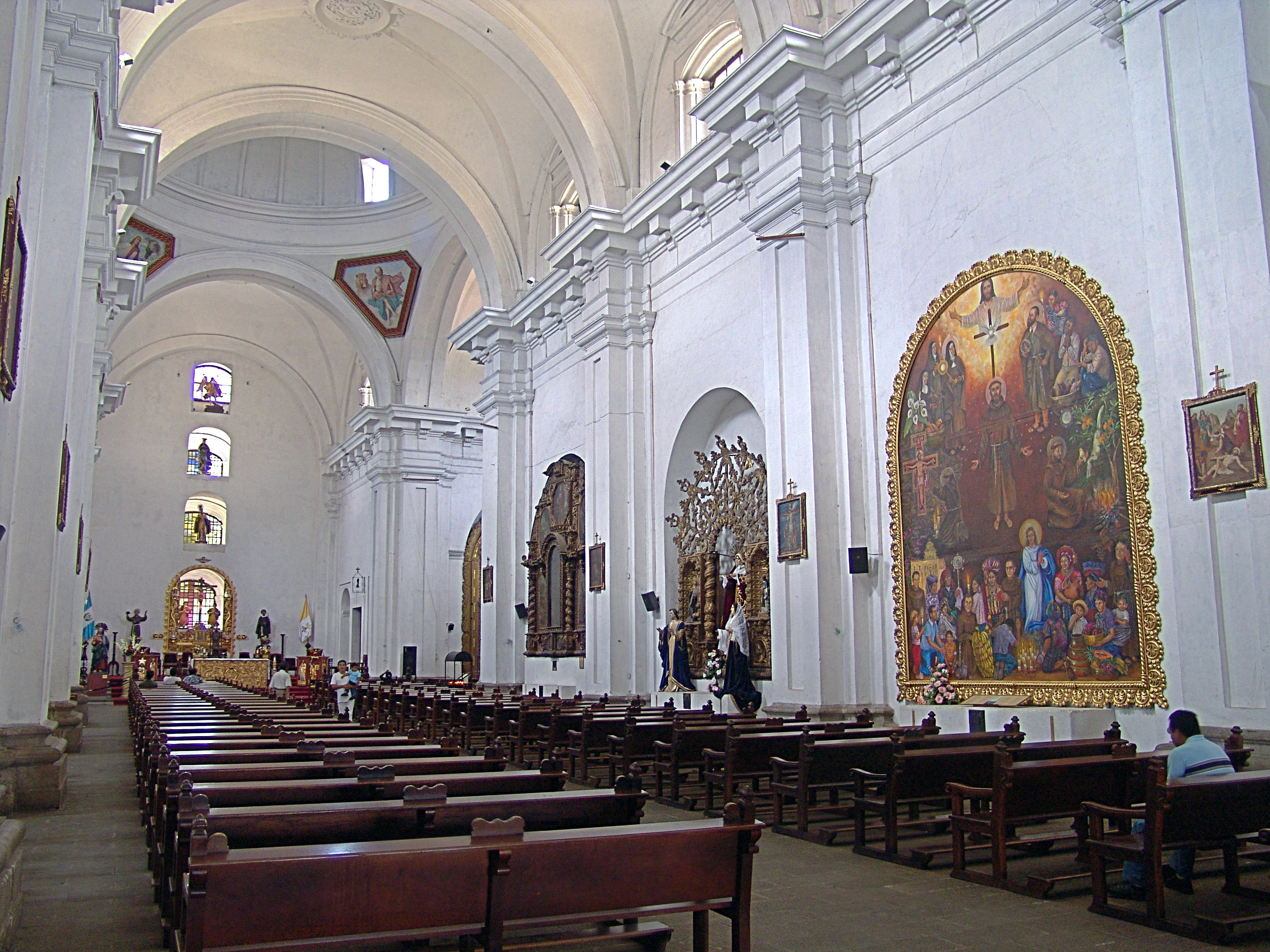
Kirchenschiff

Wie bei vielen Kirchen Antiguas blieb nach dem schweren Erdbeben von 1773 die – von zwei mächtigen Türmen flankierte – Fassade der Kirche halbwegs unversehrt – ihre markanten Kennzeichen sind ein Habsburger-Doppeladler über dem Mittelportal sowie vier übereinander gestellte Doppelsäulenpaare, welche überdies um eine imaginäre innere Achse gedreht sind (sogenannte Salomonische Säulen). In den dazwischen befindlichen Nischen befinden sich Statuen franziskanischer Märtyrer und Heiliger. Das Giebelfeld ist neueren Datums. Während vom rechten Turm nur noch Ruinen stehen, zeigt der linke die für Antigua typische massiv-gedrungene Ansicht, bei der auf einem dekorlosen Untergeschoss ein reichverziertes Glockengeschoss ruht, das möglicherweise in einer Kuppel endete. Das einschiffige Langhaus der Kirche ist gewölbt; über der Vierung erhebt sich eine rekonstruierte und von vier Fenstern belichtete Kuppel, deren Pendentifs Bildnisse der vier Evangelisten zeigen.

## Ausstattung

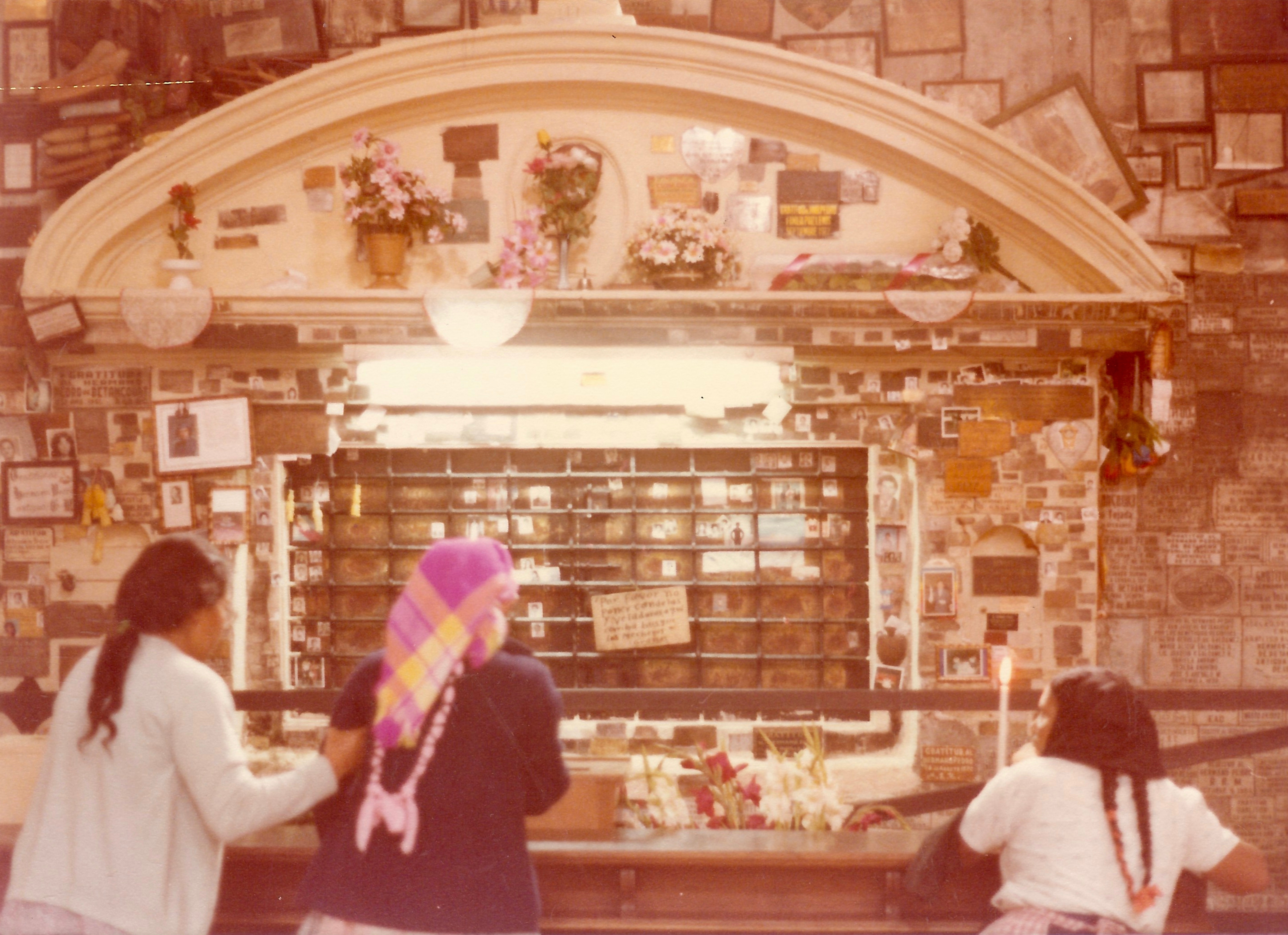
Grablege Bruder Pedros

Langhaus und Querhaus beherbergen mehrere sehenswerte Altarretabel, die jedoch zumeist aus anderen Kirchen dorthin gebracht wurden, da die eigenen Altäre bei dem Erdbeben von 1773 zerstört oder aber einige Jahre später in die neuerbaute Klosterkirche in Guatemala-Stadt transferiert wurden.
In einer Kapelle des linken Querhausarms befindet sich die mit einer Vielzahl von Votivbildern und -tafeln geschmückte Grablege des Franziskaners Pedro Betancourt (1626–1667), der gemeinhin nur „Hermano Pedro“ (Bruder Pedro) genannt wird. Zu seinen Lebzeiten setzte er sich für die Armen und Kranken der Stadt ein, was der Überlieferung zufolge sogar so weit ging, dass er wie ein Hund ihre Wunden leckte, was angeblich der Heilung förderlich war. Schließlich sammelten die Bewohner der Stadt aber doch Geld für das Hospital San Pedro, das noch besteht. Papst Johannes Paul II. sprach Bruder Pedro im Jahre 2002 von heilig.